# Elecciones generales de Camboya de 2013
Las elecciones generales de Camboya de 2013 se celebraron el 28 de julio de 2013, para escoger a los miembros de la Asamblea Nacional de Camboya del período 2013-2018. Fueron las quintas elecciones generales desde la restauración de la monarquía camboyana en 1993 y, por lo tanto, las quintas bajo la constitución actual del país.
A pesar de que el Partido Popular de Camboya, del Primer ministro Hun Sen, obtuvo otra cuestionada victoria, se considera a estos comicios como un punto de inflexión en el régimen de Hun Sen, debido a que el CPP sufrió un fuerte declive en comparación con la elección anterior, obteniendo 68 escaños, su peor resultado desde su llegada al poder en 1998. El Partido de Rescate Nacional de Camboya (CNRP), bajo el liderazgo de Sam Rainsy, obtuvo 55 escaños y estuvo muy cerca de alcanzar al CPP en número de votos populares, por lo que por primera vez el gobierno de Hun Sen se enfrentó a una oposición unificada y en alza bajo un líder civil no perteneciente a la familia real, que se estaba haciendo cada vez más popular.
Otro acontecimiento destacable ocurrido en estas elecciones fue la desaparición del Funcinpec de la vida política, perdiendo sus últimos dos escaños ante el CNRP y quedando, por primera vez desde el establecimiento de la monarquía parlamentaria, fuera del parlamento. La debacle del partido monarquista, en gran medida provocada por la salida de Norodom Ranariddh del mismo y la muerte del Rey Sihanouk, había sido progresiva y ya desde 1998 estaba perdiendo votantes y recursos en favor de partidos opositores liderados por civiles (el SRP y el HRP) más la facción que se unió al CPP. Sin embargo, aún continuó siendo la tercera fuerza más votada en las elecciones, luego de haber quedado en quinto lugar tras las anteriores.
La participación electoral descendió mucho en comparación con otras elecciones, no alcanzando el 70% de los 9,6 millones de votantes registrados, y siendo la participación más baja de la historia electoral camboyana. Las elecciones desataron una serie de protestas políticas lideradas por el CNRP, lo que devino en el adelanto del anuncio de las próximas elecciones (que de todas formas se celebrarán en julio de 2018, al final de la legislatura), y en un aumento de la represión interna, que culminarían con la ilegalización del CNRP a finales de 2017.

## Antecedentes

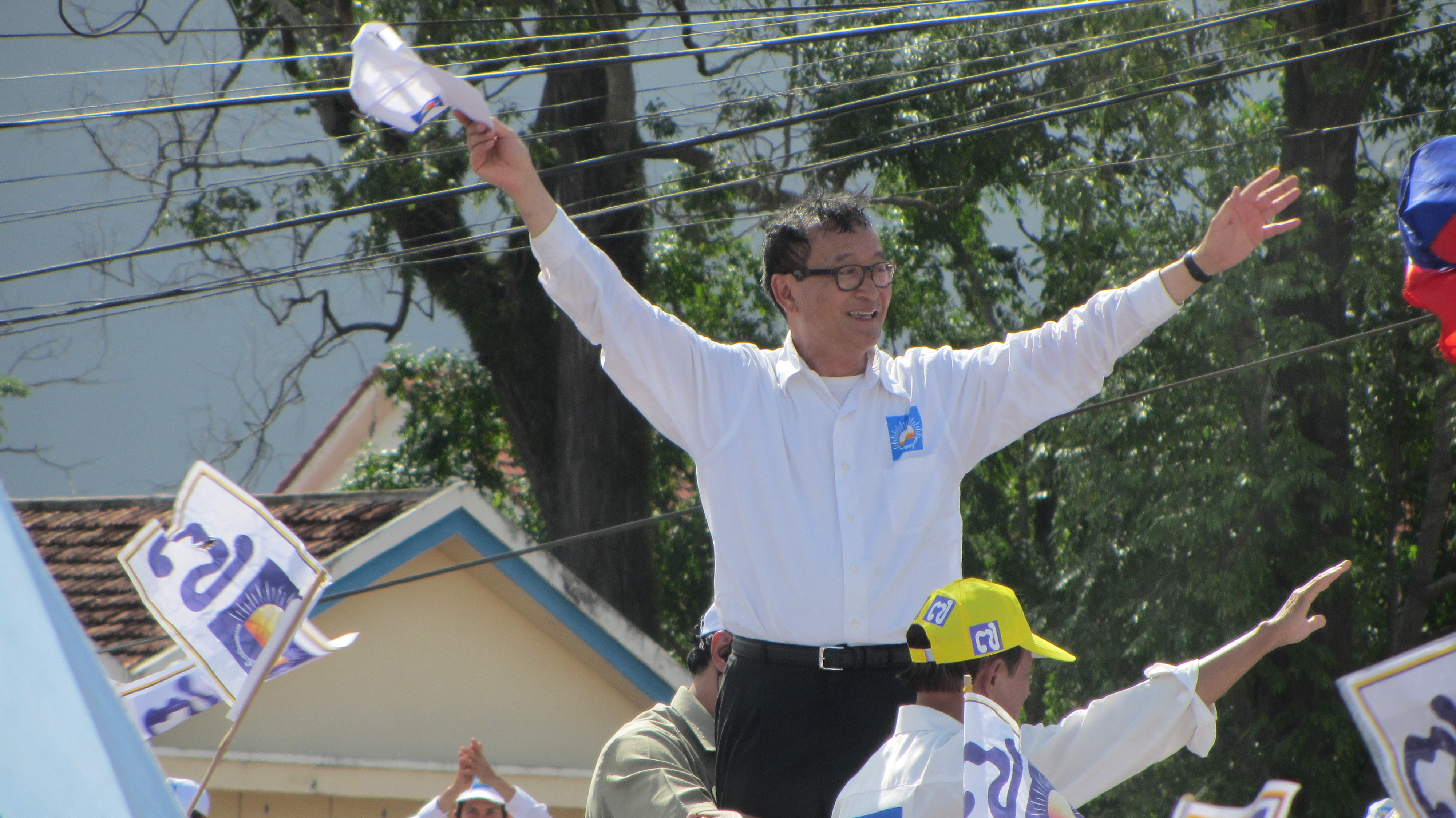
Sam Rainsy a su retorno a Nom Pen, julio de 2013.

Las anteriores elecciones generales, celebradas en 2008, dieron un triunfo aplastante al Partido Popular de Camboya, que gobernaba el país de forma semi-autoritaria desde 1998, pero esta vez obteniendo una mayoría absoluta de 90 escaños que le permitió al partido gobernar sin necesidad de hacer tratos con la oposición (aunque a pesar de todo sí los mantuvo con el monarquista Funcinpec). Los centristas Partido Sam Rainsy y el Partido de los Derechos Humanos ganaron respectivamente 26 y 3 escaños, siendo el segundo y tercer partido más votado.  Sin embargo, Rainsy fue rápidamente inhabilitado por el gobierno, quien ejerció comúnmente su monopolio sobre la justicia para sabotear al líder opositor. Rainsy recibió a lo largo de su carrera múltiples acusaciones de difamación por haber criticado al gobierno de Hun Sen por sus tendencias autoritarias, y al Funcinpec por tolerar los excesos del gobierno a cambio de permanecer en la coalición parlamentaria. El retiro de la inmunidad parlamentaria de Rainsy, bajo el cargo de haber modificado un mapa del país para resolver el diferendo territorial con Vietnam, forzó al líder opositor a huir al exilio en Francia. En el año 2012, tras un acuerdo entre los líderes Sam Rainsy y Kem Sokha, líder del Partido de los Derechos Humanos, firmando en Manila, Filipinas, ambos partidos se fusionaron para crear el Partido de Rescate Nacional de Camboya, cuyo principal objetivo consistiría en democratizar el país y desbancar al gobernante Partido Popular de manera electoral y pacífica.
El 12 de julio de 2013, Rainsy recibió el apoyo del Rey Norodom Sihamoní, quien le otorgó un indulto real, lo que le permitió volver al país sin enfrentar los cargos presentados en su contra. Los esfuerzos de la oposición para que se registrara a Rainsy no fueron efectivos, ya que este se encontraba fuera de Camboya al momento del registro, finalizado el 31 de diciembre de 2012, lo que le permitió al gobierno proscribirlo formalmente. Rainsy retornó finalmente a Camboya el 19 de julio de 2013, y su vuelo desde Bangkok aterrizó en Nom Pen, donde fue recibido por una impresionante multitud de varios miles de personas. En un discurso pronunciado ante sus seguidores ese mismo día, afirmó que había vuelto para rescatar a la nación, y no dejó de reiterar su compromiso político para con Camboya.

## Campaña y controversias

### Debates
El 20 de julio de 2013, Camboya tuvo el primer debate electoral televisado de su historia, que continuó el 21 de julio, con Kem Sokha representando al CNRP debido a la inhabilitación de Rainsy. Fue financiado por el gobierno de los Estados Unidos y el Instituto Nacional Demócrata para los Asuntos Internacionales, que también patrocinó nueve debates para los candidatos provinciales de las distintas circunscripciones del país.

### Irregularidades

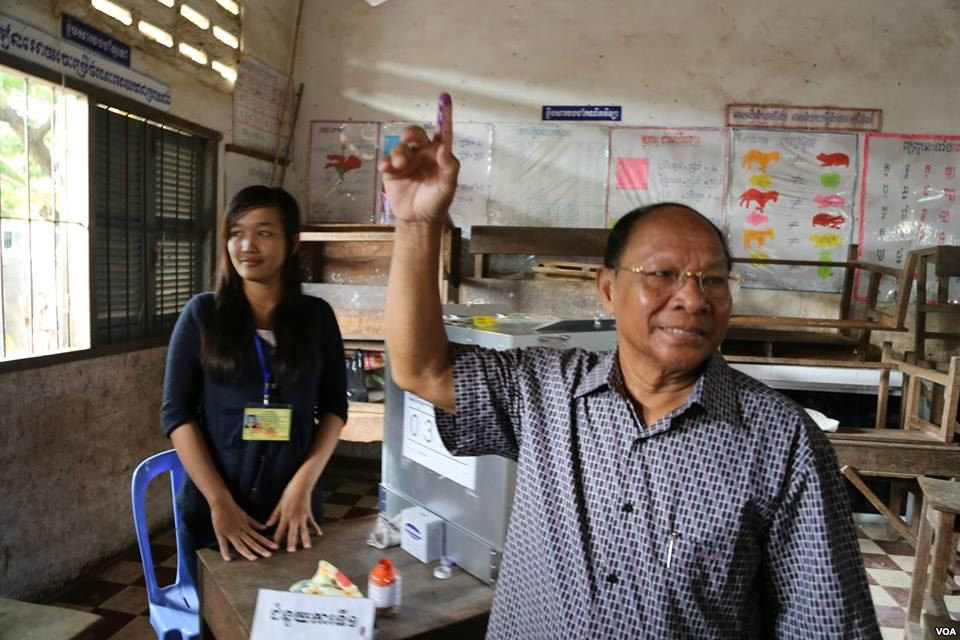
El Presidente de la Asamblea Nacional, Heng Samrin, luego de votar.

El último censo oficial de la población camboyana había ocurrido en 2008, por lo que hacía cinco años que no se tenía un registro formal de la cantidad de habitantes dentro del país, lo que daba lugar a proyecciones incorrectas sobre el número de votantes por circunscripción, al ser todos los datos meramente estimativos, realizados por la Comisión Electoral Independiente. La falta de recuento de la población real podría haber dado lugar a una votación fraudulenta, con votantes que votan en múltiples recintos usando diferentes nombres.  Según el liderazgo del CNRP, entre 1,2 y 1,3 millones de nombres fueron omitidos de la lista de votantes, privando a más de un millón de camboyanos de ejercer su derecho a emitir sufragio. Migrantes vietnamitas también han podido registrarse como votantes debido a las políticas de identificación laxas en Camboya. El CNRP utilizó esta retórica antivietnamita en la campaña previa a la elección.
Una de las principales controversias desatadas durante el período electoral fue la tinta indeleble que se utilizaba para marcar las huellas dactilares de los votantes que ya habían emitido su voto. La tinta previamente había sido donado por la Embajada de la India en Camboya. Documentación por los monitores de votación antes de la elección demostró que la tinta podría simplemente ser lavada usando lejía o jugo de lima en pocos minutos tras el secado. La tinta utilizada quizá podría haber permitido a los votantes a votar más de una vez.

## Resultados

### Resultado nacional
El Partido Popular de Camboya obtuvo el 48.83% de los votos, ganando una mayoría absoluta muy cerrada con 68 escaños. El Partido de Rescate Nacional estuvo a muy poca distancia, con el 44.46% de los votos y 55 escaños. Al perder 22 escaños de la elección anterior, el CPP obtuvo el menor número de escaños que ha obtenido en la Asamblea Nacional desde 1998. Ningún otro partido obtuvo escaños en el parlamento, ni siquiera el recientemente reunificado Funcinpec, y todos los demás partidos juntos apenas sumaron un 6% de los votos. Al final del día, Hun Sen se adjudicó y celebró una nueva victoria de su partido.
| Partido                             | Partido                                                                                          | Votos     | %      | % | Escaños | Escaños |
| ----------------------------------- | ------------------------------------------------------------------------------------------------ | --------- | ------ | - | ------- | ------- |
|                                     | Partido Popular de Camboya (CPP)                                                                 | 3.235.969 | 48.83% |   | 68/123  |         |
|                                     | Partido de Rescate Nacional de Camboya (CNRP)                                                    | 2.946.176 | 44.46% |   | 55/123  |         |
|                                     | Frente Unido Nacional por una Camboya Independiente, Neutral, Pacífica y Cooperativa (Funcinpec) | 242.413   | 3.66%  |   | —       |         |
|                                     | Liga por la Democracia (LDP)                                                                     | 68.389    | 1.03%  |   | —       |         |
|                                     | Partido Jemer Antipobreza (KAPP)                                                                 | 43.222    | 0.65%  |   | —       |         |
|                                     | Partido Nacionalista Camboyano (CNP)                                                             | 38.123    | 0.58%  |   | —       |         |
|                                     | Partido del Desarrollo Económico Jemer (KEDP)                                                    | 33.715    | 0.51%  |   | —       |         |
|                                     | Partido Republicano Democrático (DRP)                                                            | 19.152    | 0.29%  |   | —       |         |
| Votos válidos                       | Votos válidos                                                                                    | 6.627.159 | 98.60% |   | 123     | 123     |
| Votos en total                      | Votos en total                                                                                   | 6.735.244 | 100.0% |   |         |         |
| Votos anulados                      | Votos anulados                                                                                   | 108.085   | 1.60%  |   |         |         |
| Votantes registrados/participación  | Votantes registrados/participación                                                               | 9.675.453 | 68.51% |   |         |         |
| Fuente: National Election Committee |                                                                                                  |           |        |   |         |         |

### Resultados por provincia
El voto al CPP se redujo bastante en las provincias más pobladas del país, facilitando amplias victorias para el CNRP en Nom Pen, Kandal, Prey Veng, Kompung Cham y Kompung Speu. En el resto de las provincias el CPP mantuvo su hegemonía, aunque perdiendo varios votos. Una excepción son las zonas rurales y con baja población (que son distritos uninominales) donde el CPP aún obtuvo victorias que superaban el 70%.
|  | 58.15 % |

|  | 54.16 % |

|  | 25.33 % |

|  | 12.00 % |

|  | 4.52 % |

|  | 52.44 % |

|  | 60.36 % |

|  | 38.09 % |

|  | 3.78 % |

|  | 3.78 % |

|  | 51.10 % |

|  | 69.68 % |

|  | 41.99 % |

|  | 2.97 % |

|  | 2.51 % |

|  | 50.38 % |

|  | 75.81 % |

|  | 39.30 % |

|  | 6.02 % |

|  | 4.30 % |

|  | 46.92 % |

|  | 76.67 % |

|  | 45.22 % |

|  | 3.17 % |

|  | 3.48 % |

|  | 44.97 % |

|  | 65.49 % |

|  | 40.46 % |

|  | 8.14 % |

|  | 6.43 % |

|  | 48.93 % |

|  | 68.96 % |

|  | 41.64 % |

|  | 3.84 % |

|  | 3.78 % |

|  | 55.76 % |

|  | 77.83 % |

|  | 39.85 % |

|  | 1.28 % |

|  | 3.11 % |

|  | 71.56 % |

|  | 77.86 % |

|  | 20.84 % |

|  | 3.77 % |

|  | 2.14 % |

|  | 65.29 % |

|  | 55.94 % |

|  | 25.12 % |

|  | 3.57 % |

|  | 3.61 % |

|  | 49.54 % |

|  | 68.63 % |

|  | 41.68 % |

|  | 3.37 % |

|  | 3.79 % |

|  | 71.67 % |

|  | 65.49 % |

|  | 17.50 % |

|  | 4.09 % |

|  | 4.06 % |

|  | 58.73 % |

|  | 59.76 % |

|  | 26.96 % |

|  | 6.16 % |

|  | 5.81 % |

|  | 60.11 % |

|  | 68.24 % |

|  | 32.57 % |

|  | 2.63 % |

|  | 2.66 % |

|  | 57.68 % |

|  | 66.46 % |

|  | 43.69 % |

|  | 1.19 % |

|  | 2.26 % |

|  | 65.00 % |

|  | 68.58 % |

|  | 22.42 % |

|  | 5.50 % |

|  | 5.47 % |

|  | 49.95 % |

|  | 71.21 % |

|  | 43.69 % |

|  | 2.33 % |

|  | 2.80 % |

|  | 70.41 % |

|  | 72.60 % |

|  | 23.98 % |

|  | 1.70 % |

|  | 2.76 % |

|  | 73.94 % |

|  | 63.68 % |

|  | 14.59 % |

|  | 3.71 % |

|  | 4.39 % |

|  | 48.82 % |

|  | 68.66 % |

|  | 35.58 % |

|  | 7.84 % |

|  | 5.87 % |

|  | 57.31 % |

|  | 68.89 % |

|  | 34.95 % |

|  | 2.71 % |

|  | 2.58 % |

|  | 73.04 % |

|  | 68.99 % |

|  | 14.94 % |

|  | 5.62 % |

|  | 3.89 % |

|  | 60.80 % |

|  | 75.58 % |

|  | 33.04 % |

|  | 2.15 % |

|  | 2.54 % |

|  | 47.41 % |

|  | 78.41 % |

|  | 45.73 % |

|  | 2.89 % |

|  | 2.54 % |

## Reacciones internacionales
- Estados Unidos: El gobierno de los Estados Unidos expresó su preocupación por las posibles irregularidades, la portavoz del Departamento de Estado Jen Psaki declaró su preocupación diciendo que "hacemos un llamado para una investigación transparente y completa de todos los informes creíbles de irregularidades. Instamos a todos los partidos y sus partidarios a continuar actuando de una manera ordenada y pacífica en el período posterior a las elecciones".[19]
- Vietnam: Luong Thanh Nghi, Ministro de Asuntos Exteriores de Vietnam, envió sus felicitaciones a Hun Sen por el triunfo y al pueblo Camboyano por el éxito de sus quintas elecciones.[20]
- Francia: El Primer ministro de Francia, Jean-Marc Ayrault, envió sus felicitaciones a Hun Sen por la victoria de su partido, y aclaró que era "de suma importancia" que todos los partidos del país se aliaran para resolver una posible crisis política antes de que esta se diera, y sugirió al gobierno que mostrara mayor transparencia y realizara una investigación sobre las irregularidades denunciadas por la oposición.[21]
- Australia El gobierno australiano también emitió felicitaciones tardías a Hun Sen, de parte del Primer ministro Tony Abbott, pero instó al gobierno mayor transparencia.[21]

## Consecuencias

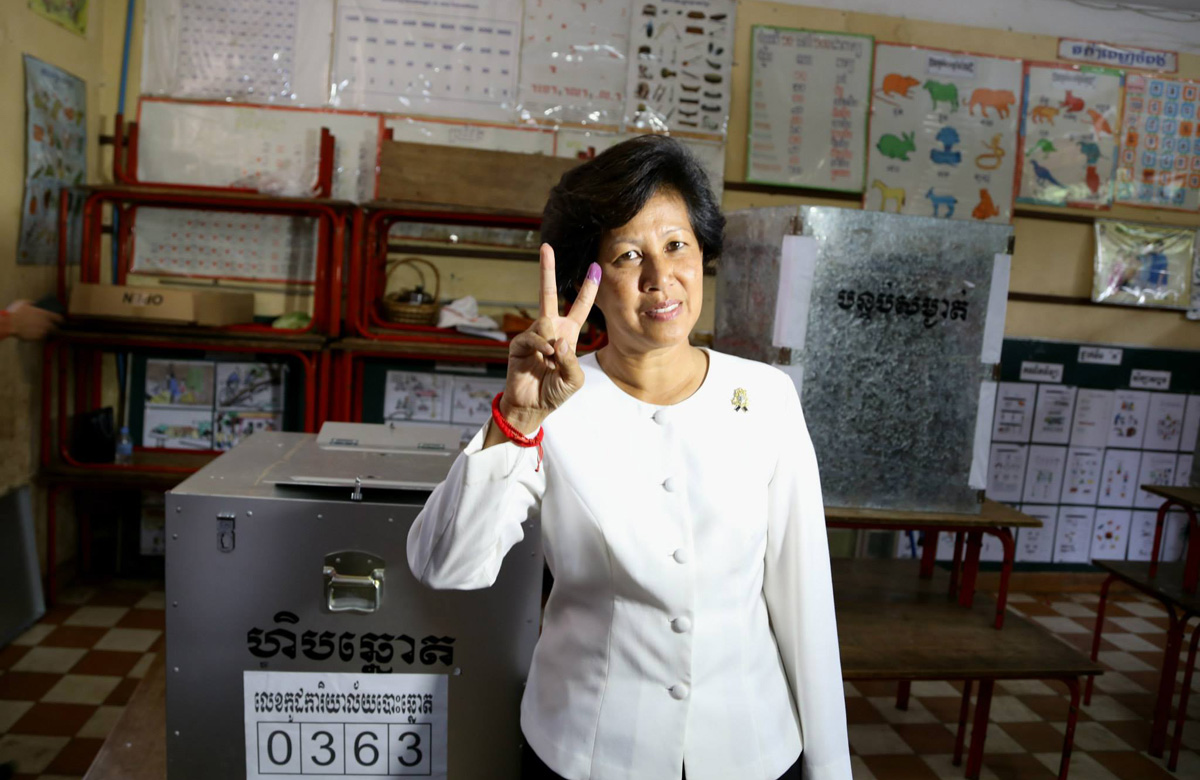
La princesa Norodom Arunrasmy posa para una foto después de presentar su voto.

A pesar de que ya había afirmaciones de que las elecciones serían "inútiles" antes incluso de que estas se dieran, las quejas formales de la oposición por fraude electoral no se hicieron esperar. Sam Rainsy declaró ante la prensa: "No vamos a aceptar el resultado, no podemos aceptar el resultado, el Partido en el poder no puede ignorarnos más". La ONG Human Rights Watch (HRW) emitió un comunicado en el que declaraba sus sospechas de que el Partido Popular había cometido fraude y pedía una "comisión independiente" que investigase las denuncias por irregularidades cometidas durante la votación, que eran más de cien "acusaciones de fraude electoral y otras irregularidades, como el sesgo en la maquinaria electoral". Brad Adams, director para Asia de HRW, afirmó además que "funcionarios de alto nivel del partido gobernante parecen haber estado involucrados en la expedición de documentos electorales falsos y el registro fraudulento de votantes en varias provincias del país". Hubo también denuncias de intimidación a los votantes. El gobierno de Camboya negó los llamados de las organizaciones internacionales para una revisión independiente de las elecciones, y rechazó los pedidos de recuento. Días después, bajo el liderazgo de Sam Riansy se desataron las primeras protestas de la crisis política más larga del país.
Por otro lado, las elecciones de 2013 marcaron la diferencia al ser la primera vez que el CPP perdía votos y veía reducida su hegemonía y número de escaños, luego de haber aumentado cada legislatura desde su llegada al poder. Más allá del rechazo a los resultados y las protestas, el que el CPP estuviera tan cerca de ser derrotado significó en un aumento de la confianza de los partidarios de la oposición en una eventual victoria electoral. Esto se tradujo en un aumento de la participación, como se notaría en los comicios comunales de 2017, en los cuales la oposición efectivamente aumentó su número de votos y la participación superó el 90%. Sin embargo, a principios de ese año, el parlamento aprobó una ley de partidos políticos que prohibía a una formación política tener relación con convictos condenados, lo que forzó la dimisión de Sam Rainsy como líder de la oposición, y como Presidente del CNRP.

## Formación del gobierno
Como consecuencia de las protestas, la oposición boicoteó la apertura del parlamento el 23 de septiembre, por lo que Hun Sen fue reelegido con 68 votos a favor y 55 ausencias.
| Candidato     | Fecha                                                        | Voto | CPP | CNRP | Total  |
| ------------- | ------------------------------------------------------------ | ---- | --- | ---- | ------ |
| Hun Sen (CPP) | 23 de septiembre de 2013 Mayoría absoluta requerida (62/123) | Sí   | 68  |      | 68/123 |
| Hun Sen (CPP) | 23 de septiembre de 2013 Mayoría absoluta requerida (62/123) | No   |     |      | 0/123  |
| Hun Sen (CPP) | 23 de septiembre de 2013 Mayoría absoluta requerida (62/123) | Abs. |     |      | 0/123  |
| Hun Sen (CPP) | 23 de septiembre de 2013 Mayoría absoluta requerida (62/123) | Aus. |     | 55   | 55/123 |